# どぶ汁

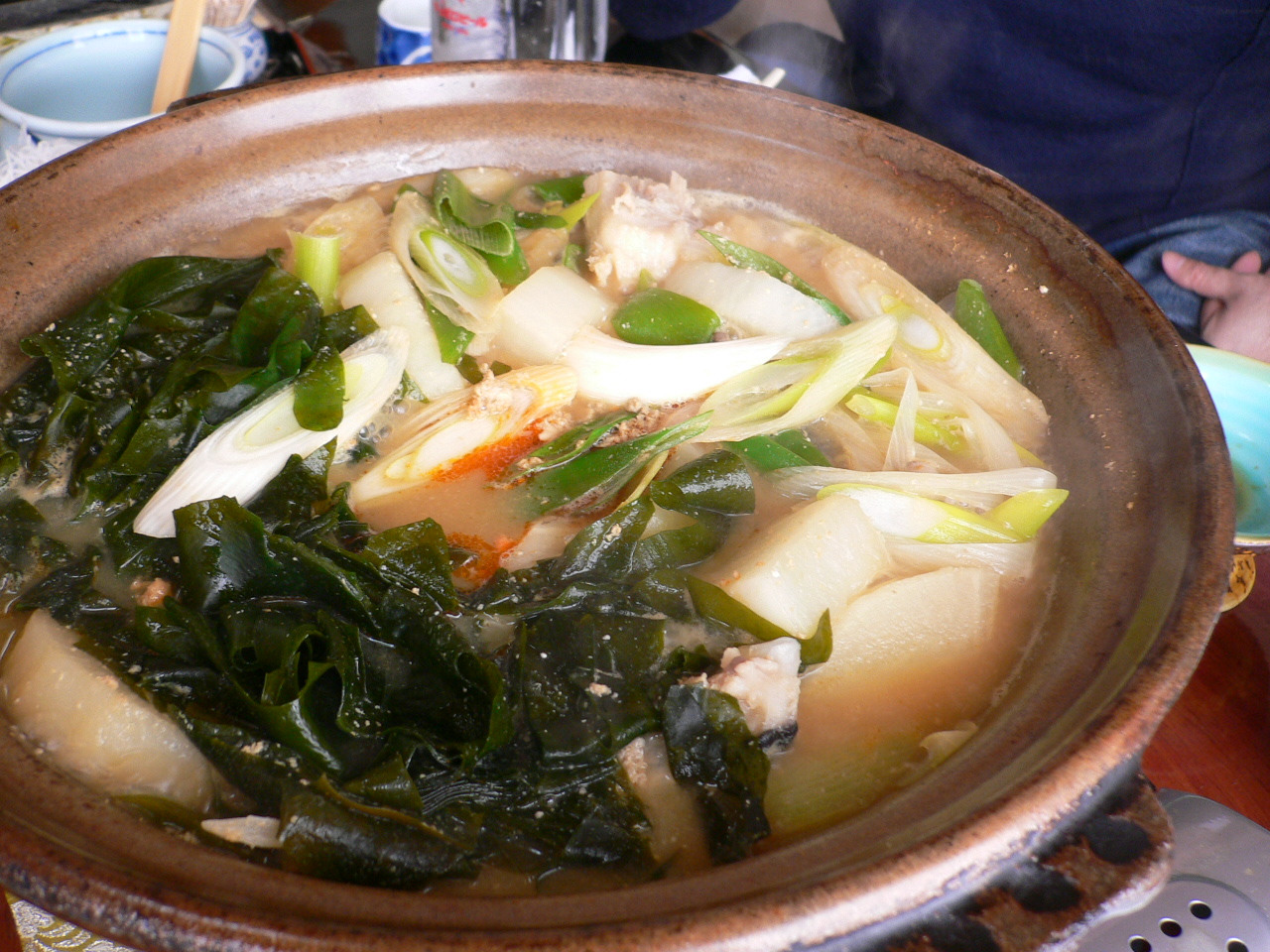
どぶ汁

どぶ汁（どぶじる）は、茨城県北部から福島県南部の太平洋沿岸地域に伝わる漁師料理。あんこう鍋の一つでもある。

## 概要
まだ、アンコウが食材として一般的に知られていなかった当時、茨城県北部の漁師たちが船上で食べたあんこう鍋が始まりである。水を全く使わず、ダイコンなどの野菜や味噌と鍋を持ち込むだけで作れることが船上での調理に好都合で、何より食料の乏しい海の上で「どぶ汁」は栄養価が高く作れる貴重な料理であった。
名前の由来は、あん肝が溶け出して汁がどぶのように濁ることから。どぶには「すべて」という意味があり、アンコウのすべてを入れることから「どぶ汁」との説もある。
本来は水を加えずに作る調理法が「どぶ汁」と呼ばれていたが、後述するように現在では水を加えても溶けたあん肝でスープが濁る鍋なら「どぶ汁」と呼ぶ。

## 調理法
1. 鍋に他の具材を入れる前に生のあん肝を入れて火を通す。肝をヘラで刻みながらオレンジ色になるまで溶かし、ペースト状にする。
2. アンコウの身のほかハクサイ、ダイコン、ネギなどの野菜を大量に加える。アンコウの身は水分が非常に多く、野菜と合わせて煮立てれば割り下や酒などを加えずとも充分な量のスープと化す。
3. 最後に味噌で味を整えて完成。

## 現在のどぶ汁
従来のどぶ汁を作る場合は生のアンコウを使用するため、新鮮なアンコウを使用しなければならない。一方、アンコウは水分の出方や肝の脂が個体ごとに異なることから慣れた人でなければ作れない。そのため1回作るために20分以上付きっきりになり、大衆向けに用意することは困難である。
そこで、大洗町を中心としてできる限り多くの人に提供する形として改良されたレシピが用いられている。この現在のどぶ汁では、鍋で生のあん肝を炒めた後にアンコウの身や野菜を入れるほか、出汁を加える。通常のあんこう鍋以上に汁が濁るほどあん肝の量が多いのが特徴で、濃厚で深みのある味わいになる。
水を加えないどぶ汁は大洗町、日立市、北茨城市など常磐沖に存在するごく一部の旅館や漁師たちの家庭などでしか食べる機会がなく、高価で幻の料理とまで言われている。